# Tiger Shark
Tiger Shark is een Amerikaanse dramafilm uit 1932 onder regie van Howard Hawks.

## Verhaal
De tonijnvisser Mike Mascarenhas trouwt met Quita, de dochter van een verongelukte matroos. Hij is zijn hand verloren, toen hij zijn bootsman Pipes Boley moest redden. Als Mike erachter komt dat Quita verliefd is op Pipes, besluit hij hem te vermoorden.

## Rolverdeling
| Acteur             | Personage        |
| ------------------ | ---------------- |
| Edward G. Robinson | Mike Mascarenhas |
| Richard Arlen      | Pipes Boley      |
| Zita Johann        | Quita Silva      |
| J. Carrol Naish    | Tony             |
| Leila Bennett      | Muggsey          |
| William Ricciardi  | Manuel Silva     |
| Vince Barnett      | Fishbone         |
| Edwin Maxwell      | Dokter           |